# ACEA-Vereinbarung
Die ACEA-Vereinbarung war eine freiwillige Selbstverpflichtung des Verbandes der europäischen Automobilhersteller (Association des Constructeurs Européens d’Automobiles) zur Begrenzung der Menge an Kohlendioxid (CO2), die von in Europa verkauften Neufahrzeugen ausgestoßen wird. Die Autohersteller konnten damit eine gesetzlichen Verordnung der Europäischen Kommission abwenden.
Die 1998 unterzeichnete Vereinbarung strebte bis 2008 einen durchschnittlichen CO2-Wert von 140 g/km für die in Europa verkauften neuen Personenkraftwagen an. Dieses Ziel wäre eine 25-prozentige Senkung gegenüber dem Niveau von 1995 (186 g/km) gewesen und entspricht einem Kraftstoffverbrauch von 5,8 L/100 km bzw. 5,25 L/100 km für Benzin- und Dieselmotoren.
Neben dieser Vereinbarung mit der ACEA hat die Europäische Kommission auch auf Selbstverpflichtungen der Japan Automobile Manufacturers Association (JAMA) und der Korea Automobile Manufacturers Association (KAMA) hingewirkt.
Ende 2006 kündigte die Europäische Kommission an, an einem Vorschlag für rechtlich verbindliche Maßnahmen und Grenzwerte zu arbeiten. Im Februar 2007 stellte die Kommission das Scheitern der freiwilligen Vereinbarung fest, denn der Durchschnitt für den gesamten Automarkt im Jahr 2008 lag bei 153,7 g/km, so dass das Ziel nicht erreicht wurde.
Daraufhin wurde am 19. Dezember 2007 ein Verordnungsvorschlag von der Kommission vorgestellt. Die EU-Verordnung Nr. 443/2009 vom 23. April 2009 legte erstmals verbindliche Emissionsnormen für neue Personenkraftwagen im Rahmen des Gesamtkonzepts der Gemeinschaft zur Verringerung der CO2-Emissionen fest. Sie wurde von der 2019 beschlossenen Verordnung (EU) 2019/631 Festsetzung von CO2-Emissionsnormen für neue Personenkraftwagen aufgehoben.
Neben dem 140 g/km-Ziel sollte die ACEA im Jahr 2003 das Potenzial für zusätzliche Verbesserungen bewerten, um sich dem Ziel der Emissionsziele weiter anzunähern:
- 165–170 g/km CO2 im Jahr 2003.
- 140 g/km CO2 bis 2008.
- 130 g/km CO2 bis 2015.